# Йохан Георг I фон Хоенцолерн-Хехинген
Йохан Георг I фон Хоенцолерн-Хехинген (на немски: Johann Georg I von Hohenzollern-Hechingen; * 1577 в Хехинген; † 28 септември 1623 в Хехинген) от швабската линия на Хоенцолерните е от 1605 до 1623 г. граф и през 1623 г. първият княз на Хоенцолерн-Хехинген.
Той е единственият останал жив син на граф Айтел Фридрих I фон Хоенцолерн-Хехинген (1545 – 1605) и втората му съпруга Сибила (1558 – 1599), дъщеря на граф Фробен Христоф фон Цимерн и Кунигунда фон Еберщайн.
Йохан Георг расте при бранденбургските си роднини в Берлин. Като католик той е на страната на императора и от 1603 до 1605 г. е президент на имперския камерен съд. През 1609 и 1614 г. той е пратеник на императора във френския двор. На 23 март 1623 г. той е издигнат на имперски княз от император Фердинанд II.

## Фамилия
Йохан Георг се жени на 11 октомври 1598 г. в Хехинген за графиня Франциска фон Салм-Нойфвил (* ок. 1580; † 14 декември 1619), дъщеря на вилд- и рейнграф Фридрих фон Залм-Нойфвил (1547 - 1608) и първата му съпруга графиня Франциска фон Залм-Баденвайлер (1545 – 1587). Те имат децата: 
- Карл (*/† 1599)
- Сибила († 1621), омъжена сл. 25 май 1615 г. за граф Ернст фон Марк-Шлайден (1590 - 1654)
- Айтел Фридрих II (1601 – 1661), женен 1630 за графиня Елизабет Мария ван Берг-с'Хееренберг (1613 – 1671)
- Франциска Катарина († 1665), омъжена 1619 за граф Якоб Ханибал II фон Хоенемс (1595 – 1646)
- Йоханес Фридрих (*/† 1602)
- Анна Мария (1603 – 1652), омъжена за ландграф Егон VIII фон Фюрстенберг-Хайлигенберг (1588 – 1635)
- Георг Фридрих († 1633), пада убит
- Мария Домина († млада)
- Катарина Урсула (1610 – 1640), омъжена 1624 за маркграф Вилхелм фон Баден-Баден (1593 – 1677)
- Мария Рената († 1637), омъжена 1625 за граф Хуго фон Кьонигсег-Ротенфелс (1595 – 1666)
- Максимилиана († 1639), омъжена за граф Йохан Франц фон Траутзон-Фалкенщайн (1609 – 1663)
- Леополд Фридрих († 1659), каноник в Кьолн
- Мария Анна (1614 – 1670), омъжена 1630 за граф Ернст фон Изенбург-Гренцау (1584 – 1664)
- Филип (1616 – 1671), княз на Хоенцолерн-Хехинген, женен 1662 за маркграфиня Мария Сидония (1635 – 1686), дъщеря на маркграф Херман Фортунат фон Баден-Родемахерн
- дете (*/† 1619)